# Asparagus hajrae
Asparagus hajrae är en sparrisväxtart som beskrevs av Shamarao Yashwant Kamble. Asparagus hajrae ingår i släktet sparrisar, och familjen sparrisväxter.
Artens utbredningsområde är Assam (Indien). Inga underarter finns listade i Catalogue of Life.